# Jean Lacquemant
Jean Lacquemant, conegut també amb el pseudònim Dubuisson, fou un compositor gambista francès del segle xvii. Les seves composicions per a viola da gamba van tenir molt d'èxit. Diferents compositors d'aquesta època, no sempre parents, van prendre el pseudònim Dubuisson.
Va néixer al poble de Pertain a Picardia el 1622 (o 1623). Vers 1655 es va establir a París, on va casar-se el mateix any amb Anne de Vertreuil, al contracte de casament s'indica la seva professió de maître de musique.
Composicions seues figuren en les col·leccions publicades per Christophe Ballard. DuBuisson va compondre almenys 111 peces, totes per a viola d'arc. S'han conservat sis manuscrits, conservats a biblioteques d'Europa i dels Estats Units.

## Discografia
- Le Sieur Dubuisson, Suites pour viole seule en gammes montantes), interpretades per Jonathan Dunford (Asin B000024JAJ)